# Kvillsfors
Kvillsfors è un'area urbana della Svezia situata nel comune di Vetlanda, contea di Jönköping.
La popolazione risultante dal censimento 2010 era di 500 abitanti.